# Moschea di Murat Pascià (Skopje)
La moschea di Murat Pascià (in macedone Мурат Пашина џамија?) è una moschea ottomana di Skopje, capitale della Macedonia del Nord. Sorge nel cuore dello storico quartiere del vecchio bazar.

## Storia e descrizione
L'iscrizione posta sopra l'ingresso data la costruzione dell'edificio tra il 1802 ed il 1803. Precedentemente sorgeva sull'area un'altra moschea, la cui data di costruzione è sconosciuta, andata completamente distrutta nel terremoto del 1689. L'unica parte rimasta del vecchio edificio è il minareto.
All'interno del cortile della moschea di Murat Pascià sono presenti una fontana, realizzata nel 1937, e tre tombe del XVIII secolo.